# 스털링 모스

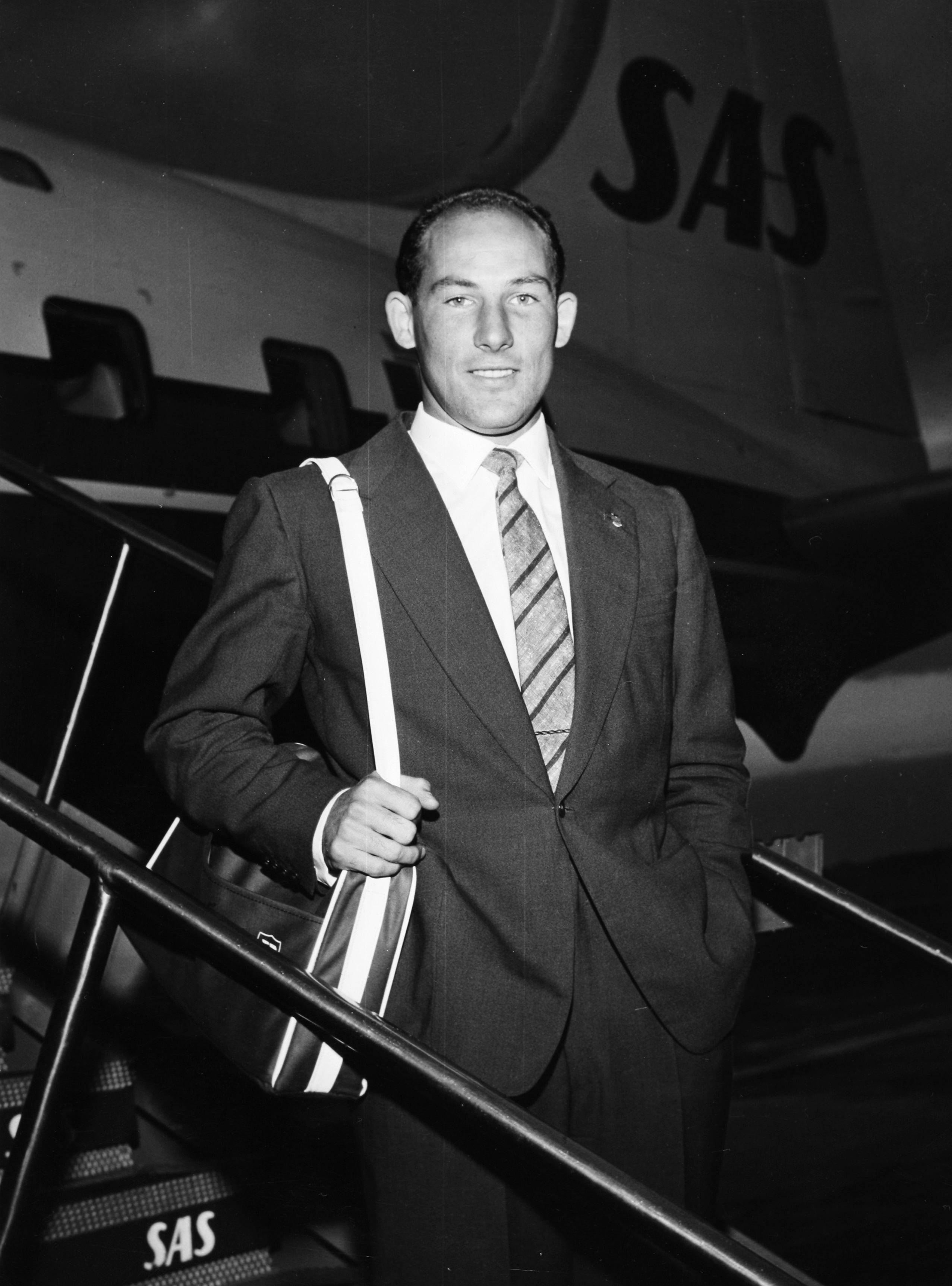
1958년 모습

스털링 모스(Stirling Moss, 본명: 스털링 크로퍼드 모스 경, Sir Stirling Craufurd Moss OBE, 1929년 9월 17일 – 2020년 4월 12일)은 영국의 포뮬러 원 드라이버였다. 국제 모터스포츠 명예의 전당에 입성한 그는 여러 모터스포츠 대회에 출전해 529개 경주 중 212개에서 우승했으며 "포뮬러 원 월드 챔피언십에서 우승하지 못한 가장 위대한 드라이버"로 묘사되었다. 1955년부터 1961년까지 7년 동안 모스는 4번 2위, 3번 3위를 차지했다.